# توماس الن
توماس اَلن (انگلیسی: Thomas Allen؛ زادهٔ ۱۰ سپتامبر ۱۹۴۴) خواننده باریتون اپرا و مدرس موسیقی اهل انگلستان است.
توماس اَلن دانش‌آموختهٔ کالج سلطنتی موسیقی لندن است.  در دنیای اپرا، او را بابت صدایش، گوناگونی اجراهایش از آهنگسازان مختلف و نیز هنر بازیگری‌اش در صحنهٔ نمایش اپرا، مورد تحسین قرار داده‌اند تا آنجا که، بسیاری او را یکی از بهترین باریتون‌های تغزلی قرن بیستم می‌دانند.
از فیلم‌ها یا برنامه‌های تلویزیونی که وی در آن نقش داشته‌است، می‌توان به خانم هندرسون تقدیم می‌کند اشاره کرد.
وی همچنین برندهٔ جوایزی همچون عناوین رسمی شوالیه و سِـر و همچنین نشان امپراتوری بریتانیا شده‌است.